# Либерия на летних Олимпийских играх 1988
Либерия принимала участие в Летних Олимпийских играх 1988 года в Сеуле (Республика Корея) в седьмой раз за свою историю, но не завоевала ни одной медали. Сборную страны представляла 1 женщина.